# Карчу (Горж)
Карчу (рум. Cârciu) насеље је у Румунији у округу Горж у општини Вађулешти. Oпштина се налази на надморској висини од 190 m.

## Становништво
Према подацима из 2002. године у насељу је живело 379 становника, од којих су сви румунске националности.